# Saint-Jean-Froidmentel
Saint-Jean-Froidmentel település Franciaországban, Loir-et-Cher megyében. Lakosainak száma 507 fő (2022. január 1.). Saint-Jean-Froidmentel Brévainville, Fontaine-Raoul, Saint-Hilaire-la-Gravelle, Villebout és Cloyes les Trois Rivières községekkel határos.

## Népesség
A település népessége az elmúlt években az alábbi módon változott:
| Lakosok száma | 462  | 418  | 385  | 498  | 503  | 529  | 548  | 560  | 543  | 507  |
|               | 1968 | 1982 | 1990 | 2006 | 2013 | 2015 | 2017 | 2019 | 2020 | 2022 |